# Suzanne Cory
Suzanne Cory (ur. 11 marca 1942 w Melbourne) – australijska uczona, biolog.
Profesor uniwersytetu w Melbourne, kierownik katedry biologii medycznej; specjalistka biologii molekularnej chorób nowotworowych. Od kwietnia 2004 członek Papieskiej Akademii Nauk w Watykanie.